# Villa Maria (la Palma de Cervelló)
Villa Maria és una obra de la Palma de Cervelló (Baix Llobregat) inclosa a l'Inventari del Patrimoni Arquitectònic de Catalunya.

## Descripció
Casa de planta rectangular coronada per una barana de terrat on destaca, al centre, un muret d'acabament ondulat amb òcul centrat on es pot llegir: "1934 VILLA MARIA".
Tant la porta com les dues finestres que la centren mostren, a la part superior, decoració de tipus clàssic-barroc: una cartel·la a les finestres i una garlanda amb cartel·les contraposades sobre la porta.